# Makabi Sarajewo
ŽŠK Makabi – bośniacki klub piłkarski, mający siedzibę w stolicy kraju, mieście Sarajewo. Reprezentował społeczność żydowską w stolicy Bośni i Hercegowiny.

## Historia
Chronologia nazw:
- 1912: ŽŠK Makabi
- 6.06.1945: klub rozwiązano

Klub piłkarski Makabi Sarajevo został założony w miejscowości Sarajewo w roku 1912. Również nazywano go Barkohba. Jeden z najstarszych klubów w Bośni i Hercegowinie. 
Najpierw klub grał spotkania towarzyskie. W sezonie 1920/21 po założeniu pododdziału jugosłowiańskiego związku piłkarskiego w Sarajewie zwanego Sarajevska fudbalska sjedišta klub startował w pierwszych mistrzostwach Sarajewskiego pododdziału, gdzie zajął trzecie miejsce wśród 4 klubów 2.Razredu. W kolejnych dwóch sezonach był również na trzecim miejscu w 2.Razredzie. W 1923 startowała pierwsza edycja mistrzostw Jugosławii, do których awansowały kluby które zwyciężały w swoich pododdziałach. Klub nigdy nie wygrał mistrzostwa Sarajewskiego pododdziału. Po inwazji państw Osi w 1941 roku klub zaprzestał swoją działalność. W 1945 po utworzeniu Socjalistycznej Federacyjnej Republiki Jugosławii komunistyczne władze zakazały działalność klubów, uczestniczących w mistrzostwach faszystowskiej Chorwacji. 6 czerwca 1945 klub ostatecznie został rozwiązany.

## Inne
- NK Đerzelez
- RŠD Hajduk
- FK Osman Sarajewo
- NK SAŠK Napredak
- FK Slavija Sarajewo